# Władcy Palatynatu

## Hrabiowie palatyni Lotaryngii (945–1356)
- 945–994: Hermann Pusillus
- 994–1034: Ezzon
- 1034–1045: Otto I ze Szwabii
- 1045–1061: Henryk I
- 1061–1085: Herman II

## Hrabiowie palatyni Reńscy (1085–1356)
- 1085–1095: Henryk II z Laach
- 1095–1113: Zygfryd I z Ballenstedt
- 1113–1129: Gotfryd z Calw(inne języki)
- 1129–1139: Wilhelm z Ballenstedt
- 1139–1142: Henryk IV Jasomirgott
- 1142–1155: Herman III ze Stahleck(inne języki)
- 1155–1195: Konrad Hohenstauf

### Welfowie
- 1195–1211: Henryk V
- 1211–1214: Henryk VI

### Wittelsbachowie
- 1214–1227: Ludwik I
- 1227–1253: Otton II
- 1253–1294: Ludwik II
- 1294–1317: Rudolf I
- 1317–1327: Adolf
- 1327–1353: Rudolf II
- 1353–1356: Ruprecht I

## Elektorzy Palatynatu(1356–1777)

### Wittelsbachowie
- 1356–1390: Ruprecht I
- 1390–1398: Ruprecht II
- 1398–1410: Ruprecht III (król rzymsko-niemiecki 1400–1410)
- 1410–1436: Ludwik III
- 1436–1449: Ludwik IV
- 1449–1476: Fryderyk I
- 1476–1508: Filip
- 1508–1544: Ludwik V
- 1544–1556: Fryderyk II
- 1556–1559: Otto Henryk

#### Wittelsbachowie– linia Palatynatu-Simmern
- 1559–1576: Fryderyk III
- 1576–1583: Ludwik VI
- 1583–1610: Fryderyk IV
- 1610–1623: Fryderyk V

#### Wittelsbachowie– linia Bawarska
- 1623–1648: Maksymilian I Bawarski

#### Wittelsbachowie– linia Palatynatu-Simmern
- 1648–1680: Karol I Ludwik
- 1680–1685: Karol II

#### Wittelsbachowie– linia Palatynatu-Neuberg
- 1685–1690: Filip Wilhelm
- 1690–1716: Jan Wilhelm
- 1716–1742: Karol III Filip

#### Wittelsbachowie– linia Palatynatu-Sulzbach
- 1742–1777: Karol IV Teodor (od 1777 również elektor Bawarii – połączenie obu elektoratów i tym samym wygaśniecie praw elektorskich palatynatu)

### Elektorzy Bawarii i palatyni reńscy (1777–1803)
Od 1777 palatynat w unii z Bawarią

#### Wittelsbachowie– linia Palatynatu-Sulzbach
- 1777–1799: Karol IV Teodor (od 1777 również elektor Bawarii)

#### Wittelsbachowie– linia Palatynatu-Zweibrücken
- 1799-1803: Maksymilian Józef (elektor Bawarii Maksymilian IV Józef, od 1805 król Bawarii)